# 와타세 유즈키
와타세 유즈키(일본어: 渡瀬結月)는 히비키가 속한 일본의 여성 성우이다.

## 경험
- 2020년에는 Bushido의 음악 프로젝트 ' D4DJ ' 의 6번째 DJ 그룹인 Lyrical Lily에 합류했다.
- 2021년에는 여자 레슬링 그룹 스타덤의 링 아나운서로 활동을 시작했다.
- 2022년 1월 26일, 그의 소속사는 와타세가 며칠간 발열 증상을 겪은 후 신형 코로나바이러스에 양성 반응을 보였다고 밝혔다.
- 2023년 9월 14일, TV 애니메이션 ' BanG Dream! It's MyGO!!!!! ' 13화가 방송된 후 , 아베무지카 의 기타리스트 모티스 / 와카바 무스 미로 공식 발표됐다.
- 2024년 2월 21일 시나 웨이보에 진입했다.

## 수치
- 그녀는 이중 행 전자 키보드에 능숙하고 연주에 매우 능숙하며 양손을 지배한다.
- 취미로는 사진 찍기, 간식 만들기, 식사, 키보드 연주, 노래 부르기 등이 있다.
- 좋아하는 음식은 구운 김과 곤약이고, 싫어하는 것은 건포도빵과 냉두부이다.
- 제가 가장 좋아하는 아이돌 그룹은 AKB48과 케야키자카46이다.

## 일화
- 그는 건망증이 심하고 한 달에 2~3번씩 집에서 책을 읽다가 휴대전화를 잃어버리는 경우가 많다.
- 방 정리를 잘 못해서 방이 너무 지저분해서 돌아다닐 수가 없어요 . 방을 꼼꼼히 정리해도 일주일 지나면 예전 상태로 돌아온다.
- 그와 후카와 루카는 둘 다 오믈렛 밥을 좋아하고, 아이바 아이나의 특기는 오믈렛 밥이기 때문에 3명은 오므라이스 그룹을 결성했고, 나중에는 타이 타이 쿠쇼 그룹과 팀 파이러츠로 확장되었다.
- 아베무히카 멤버들 과 좋은 관계를 갖고 있다. 연습 후에는 모두와 함께 패밀리 레스토랑이나 놀이공원에 간다.
- 뱅 드림! It's MyGO!!!!! 에서 연기한 캐릭터 와카바 무무는 12화에서도 휴대폰 대기화면과 앱 아바타가 모두 오이를 좋아한다고 밝혔다. 그가 MyGO!!!!! 멤버들에게 조의선물로 키운 오이이다. 하지만 저는 오이에 알레르기가 있어서 오이를 먹을 수 없다.
- 저는 Ave Mujica의 멤버로 상하이에서 열리는 BML 2024에 참석하기 전까지 해외에 가본 적이 없었다.